# سیاموسور
سیاموسور (نام علمی: Siamosaurus) نام یک سرده از کلاد سخت‌دنبان است.